# میتسوبیشی ۲ام‌آر
میتسوبیشی ۲ام‌آر (به انگلیسی: Mitsubishi 2MR) یک هواپیمای ساختِ کارخانهٔ میتسوبیشی در کشور ژاپن است. نخستین استفاده‌کنندهٔ این هواپیما نیروی دریایی امپراتوری ژاپن بوده است. این هواپیما برای نخستین بار در ۱۲ ژانویه ۱۹۲۲ میلادی مورد استفاده قرار گرفت.